# Josef Hellermann

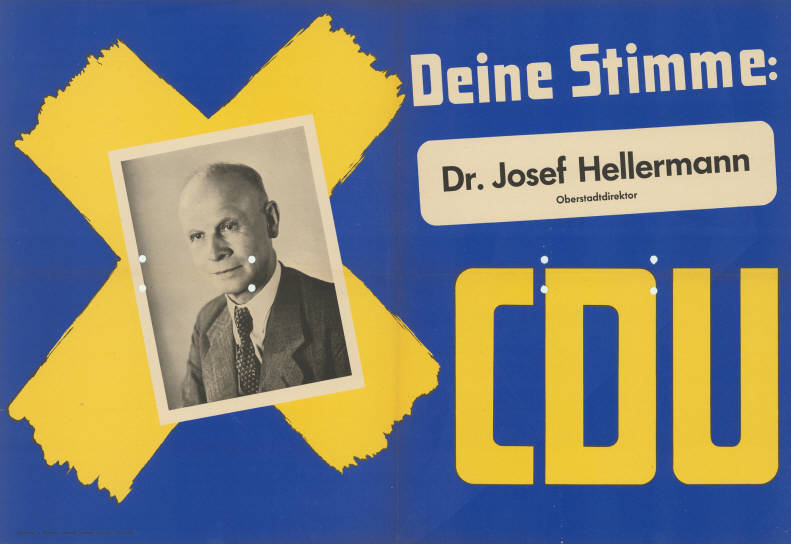
Josef Hellermann auf einem Landtagswahlplakat 1950

Josef Hellermann (* 1. September 1885 in Altenilpe, heute Stadt Schmallenberg; † 9. März 1964 in Recklinghausen) war ein deutscher Politiker (CDU). Er war von 1945 bis 1946 Oberbürgermeister von Recklinghausen und von 1950 bis 1958 Mitglied des Landtags von Nordrhein-Westfalen.

## Leben
Nach dem Abitur studierte Josef Hellermann an den Universitäten in München und Münster, er legte das Philologische Staatsexamen ab und promovierte zum Dr. phil. Anschließend machte er seine pädagogische Ausbildung an einem Gymnasium in Soest. Später war er als Seminarleiter an den Lehrerseminaren in Büren und Recklinghausen tätig. Hellermann war von 1920 bis 1933 Stadtschulrat und dann bis 1943 städtischer Schulrat in Recklinghausen.
Vor 1933 war Hellermann Mitglied der Zentrumspartei gewesen. Zum 1. Mai 1933 trat er der NSDAP bei (Mitgliedsnummer 2.473.784), 1943 wurde er aus Partei ausgeschlossen und in einem Gestapo-Gefängnis inhaftiert. 1945 trat er in die CDU ein und wurde CDU-Kreisvorsitzender für Recklinghausen-Stadt.
Hellermann war von 1945 bis 1946 Recklinghauser Oberbürgermeister, dann bis 1950 Oberstadtdirektor.
Er wurde in der zweiten und dritten Wahlperiode als Direktkandidat der CDU im Wahlkreis 93 (Recklinghausen-Stadt) in den nordrhein-westfälischen Landtag gewählt. Er war Abgeordneter vom 5. Juli 1950 bis zum 12. Juli 1958.
Er war seit 1906 Mitglied der katholischen Studentenverbindung KDStV Rheno-Franconia München und später noch der AV Cheruscia Münster im CV.